# San Dionisio del Mar
San Dionisio del Mar is een dorp (het hoofddorp van de gelijknamige gemeente) in de staat Oaxaca in Zuidwest-Mexico. Het dorp heeft 3.140 inwoners volgens de census van 2010. Het is een deel van het district van Juchitán in het zuiden van de Landengte van Tehuantepec. Het dorp is genoemd naar zijn beschermheilige, Dionysius de Areopagiet.
De gelijknamige gemeente (met een inwoneraantal van 5.098 volgens de census van 2010) heeft een oppervlakte van 237,3 km² en bevindt zich op een hoogte van 10 meter boven de zeespiegel. Onder de gemeente vallen ook twee schiereilanden die van elkaar gescheiden worden door de Laguna Superior en per boot bereikbaar zijn. Aan de ene kant van het water bevindt zich het dorp San Dionisio, en aan de andere kant San Dionisio Pueblo Viejo, met 93 inwoners volgens de census van 2010.
Volgens de oudere census van 2005 bevonden zich in de gemeente 1.225 families (totale bevolking 5.165) en spraken er 2.639 een Indiaanse taal. De meest gesproken Indiaanse taal in San Dionisio is het Huave. De regio is het woongebied van de Huaves. De meest gebruikelijke economische activiteiten zijn vissen, landbouw (mais, sesamzaad, sorgo, pompoen en vruchten) en veehouderij (vooral paarden en varkens). Het klimaat is warm en subtropisch met een regenseizoen in de zomer. Onder de flora bevinden zich struiken, bossen (prosopis- en guanacastebomen) en graslanden, en onder de fauna iguana's, gordeldieren, opossums, duiven en roeken.